# Municipio de Liberty (condado de Valley)
El municipio de Liberty (en inglés: Liberty Township) es un municipio ubicado en el condado de Valley en el estado estadounidense de Nebraska. En el año 2010 tenía una población de 38 habitantes y una densidad poblacional de 0,41 personas por km².

## Geografía
El municipio de Liberty se encuentra ubicado en las coordenadas 41°31′30″N 99°8′56″O / 41.52500, -99.14889. Según la Oficina del Censo de los Estados Unidos, el municipio tiene una superficie total de 92.84 km², de la cual 92,82 km² corresponden a tierra firme y (0,03 %) 0,03 km² es agua.

## Demografía
Según el censo de 2010, había 38 personas residiendo en el municipio de Liberty. La densidad de población era de 0,41 hab./km². De los 38 habitantes, el municipio de Liberty estaba compuesto por el 100 % blancos. Del total de la población el 0 % eran hispanos o latinos de cualquier raza.